# 静岡市立番町小学校
静岡市立番町小学校（しずおかしりつ ばんちょうしょうがっこう）は、静岡県静岡市葵区新富町一丁目にある公立小学校。言語指導教室および通級指導教室が設置されている。

## 沿革
- 2006年（平成18年）
  - 4月1日 - 市立一番町小学校と市立三番町小学校を統合し開校[2]。旧一番町小学校（葵区一番町50番地）を仮校舎として使用。
  - 4月11日 - 第1回入学式。
  - 6月4日 - 第1回番町小開校記念大運動会
- 2007年（平成19年）
  - 2月13日 - 校歌（作曲者：橋本祥路、作詞者：高木あきこ）お披露目の会
  - 3月19日 - 第1回卒業証書授与式
- 2008年（平成20年）
  - 2月25日 - 現在地（旧三番町小学校跡地）に校舎が完成し移転

## 通学区域
葵区

| - 葵町 - 安西三～五丁目 - 一番町 - 二番町 - 三番町 - 四番町 - 五番町 - 六番町 - 七番町 - 八番町 - 上桶屋町 - 新富町一丁目 | - 新富町二丁目 - 新富町三丁目の一部 - 住吉町一丁目 - 住吉町二丁目 - 大工町 - 田町一丁目 - 茶町一丁目 - 茶町二丁目 - 研屋町 - 土太夫町 - 錦町 - 柚木町 - 柳町 |

## アクセス
- しずてつジャストライン藁科線・千代慈悲尾線・西ヶ谷線・西部循環線 「安西四丁目」停留所から、徒歩5分